# W82

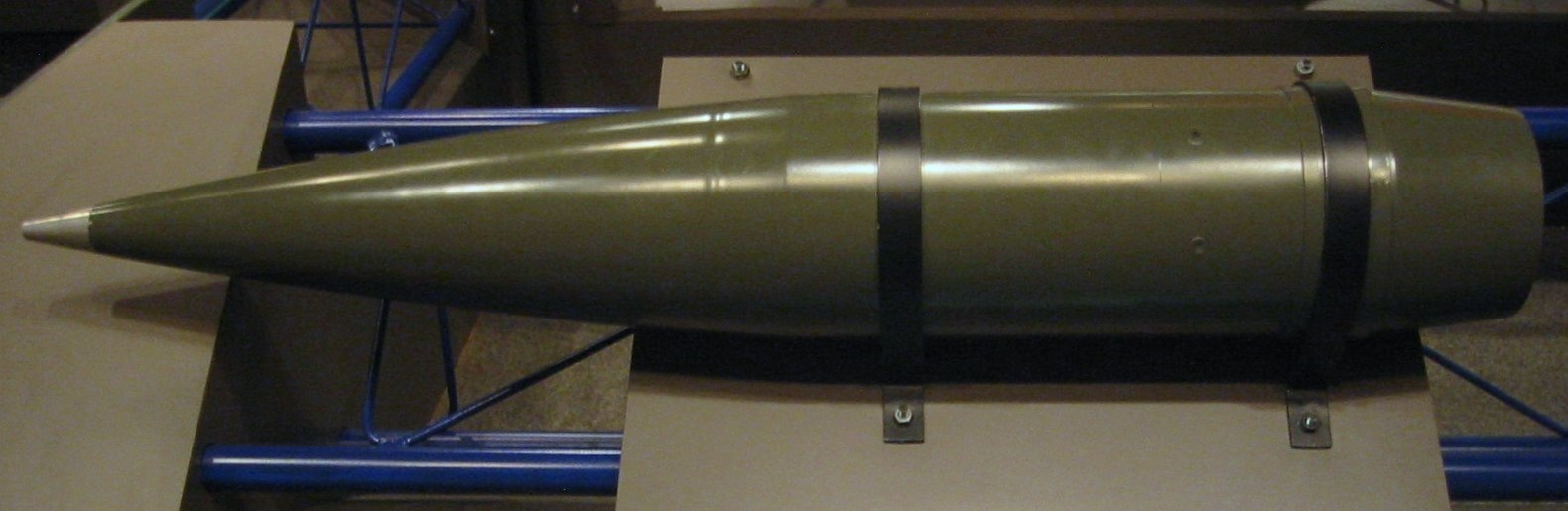
Maquette d'un W82.

Le W82 était le nom d'un obus atomique américain. Il n'a jamais été fabriqué.

## Description
La munition W82 était prévue pour remplir une double mission : comprenant des composantes interchangeables, elle pouvait exploser comme une bombe à fission ou une bombe à neutrons.
À la suite de l'annulation du programme pour fabriquer la W74, l'US Army souhaitait toujours un substitut à la W48, un obus atomique de 155 mm. Son développement par le laboratoire national de Lawrence Livermore débuta en 1977. Le programme du modèle W82-0, qui comprenait les composantes interchangeables, fut arrêté en 1982. Le développement de la W82-1, qui contenait « seulement » un étage à fission, fut démarré en 1986. Son programme fut annulé en 1991 après la fin de la guerre froide.